# エカテリーナ・ガモワ
- エカチェリーナ・ガーモワ・ムカスェーイ

エカテリーナ・アレクサンドロヴナ・ガモワ＝ムカセイ（ロシア語: Екатери́на Алекса́ндровна Га́мова-Мукасе́й、1980年10月17日 - ）は、ロシアの女子バレーボール選手。旧ソビエト連邦のチェリャビンスク出身。ポジションはオポジット。元ロシア代表。

## 来歴
1980年10月17日、ロシアチェリャビンスクで体重3950gの大きな赤ん坊として生まれる。父親はガモワがまだ小さい頃に家から出て行ってしまったため、母に女手ひとつで育てられた。
6歳で身長155cm、8歳で170cmに達し、友達には背の高さをからかわれていた。靴や服もサイズに合うものがなく苦労した。
8歳の時、地元のクラブチームでバレーボールを始める。その時指導をしたのは伯母のLiobov Gamovaであった。1998年、ロシアバレーボールチームのウラロチカ・エカテリンブルクに入団。1999年、ロシアナショナルチームに選出される。当初はアルタモノワ、ゴーディナ、シャチコワなどの活躍の陰に隠れた存在であったが、2000年ごろから徐々に頭角を現しチームの主力として活躍し、2000年シドニーオリンピックで銀メダルを獲得。
2001年のグラチャンで銀メダルを獲得し、ベストスコアラー賞とベストブロッカー賞の2冠に輝いた。2002年の世界選手権で銅メダルを獲得した。2003年のワールドグランプリではベストスコアラー賞に輝いた。
2004年アテネオリンピック出場し銀メダルを獲得。同大会のベストスコアラーとベストブロッカー賞を受賞した。同年、ディナモ・モスクワに移籍し、同チームの主将を務める。2005-06年のロシアリーグでチャンピオンに輝いた。
2006年世界選手権に出場し優勝、自身初の3大大会での優勝となった。その後は目立った成績を残せなかったが、2010年世界選手権にて決勝のブラジル戦でフルセットの末、勝利し大会2連覇を果たすと、自身もMVPに選ばれた。
2012年、ロンドン五輪では4大会連続出場したが、準々決勝でブラジルに敗れてメダルを逃した。その後は代表メンバーからは外れている。
2014年3月の欧州チャンピオンズリーグで所属するディナモ・カザンを初優勝へ導き、自身も大会MVPに選ばれた。同年5月の世界クラブ選手権でも優勝を果たし、MVPを受賞した。
2016年、ガモワはロシア代表からもクラブからも正式に引退を表明した。

## 人物
- 日本のメディアでは「ロシアの白い巨塔」の異名を用いられた。
- ロシア・メディアのインタビューで「付き合う男性のほうが背が低いことはどう思うか？」という質問に対して「自分は背の高さで人間が変わるとは思っていない。気にするかどうかは相手の問題だ。」と答えている[2]。
- ロンドン五輪出場後の2012年8月17日、映画プロデューサーと結婚したことをディナモ・カザンのホームページで報告。

## 球歴・受賞歴
- 1999年 - ワールドカップ（銀メダル）、欧州選手権（金メダル）
- 2000年 - オリンピック（銀メダル）
- 2001年 - 欧州選手権（銀メダル）、グラチャン（銀メダル、ベストスコアラー、ベストブロッカー）
- 2002年 - 世界選手権（銅メダル）、ワールドグランプリ（金メダル）
- 2003年 - ワールドグランプリ（銀メダル、ベストスコアラー）
- 2004年 - オリンピック（銀メダル、ベストスコアラー、ベストブロッカー）
- 2005年 - 欧州選手権（銅メダル）
- 2006年 - 世界選手権（日本開催）（金メダル）、ワールドグランプリ（銀メダル）
- 2010年 - 世界選手権（日本開催）（金メダル、MVP）
- 2013年 - ロシアスーパーリーグ（金メダル、MVP）
- 2014年 - 欧州チャンピオンズリーグ（金メダル、MVP）
- 2014年 - 世界クラブ選手権（金メダル、MVP、ベストオポジット）

## 所属クラブ
- Metar （1996-1998年）
- ウラロチカ・エカテリンブルク （1998-2004年）
- ディナモ・モスクワ （2004-2009年）
- フェネルバフチェ （2009年-2010年）
- ディナモ・カザン （2010-2016）